# Actinopyga
Genre
Actinopyga est un genre de concombre de mer de la famille des Holothuriidae.

## Description et caractéristiques

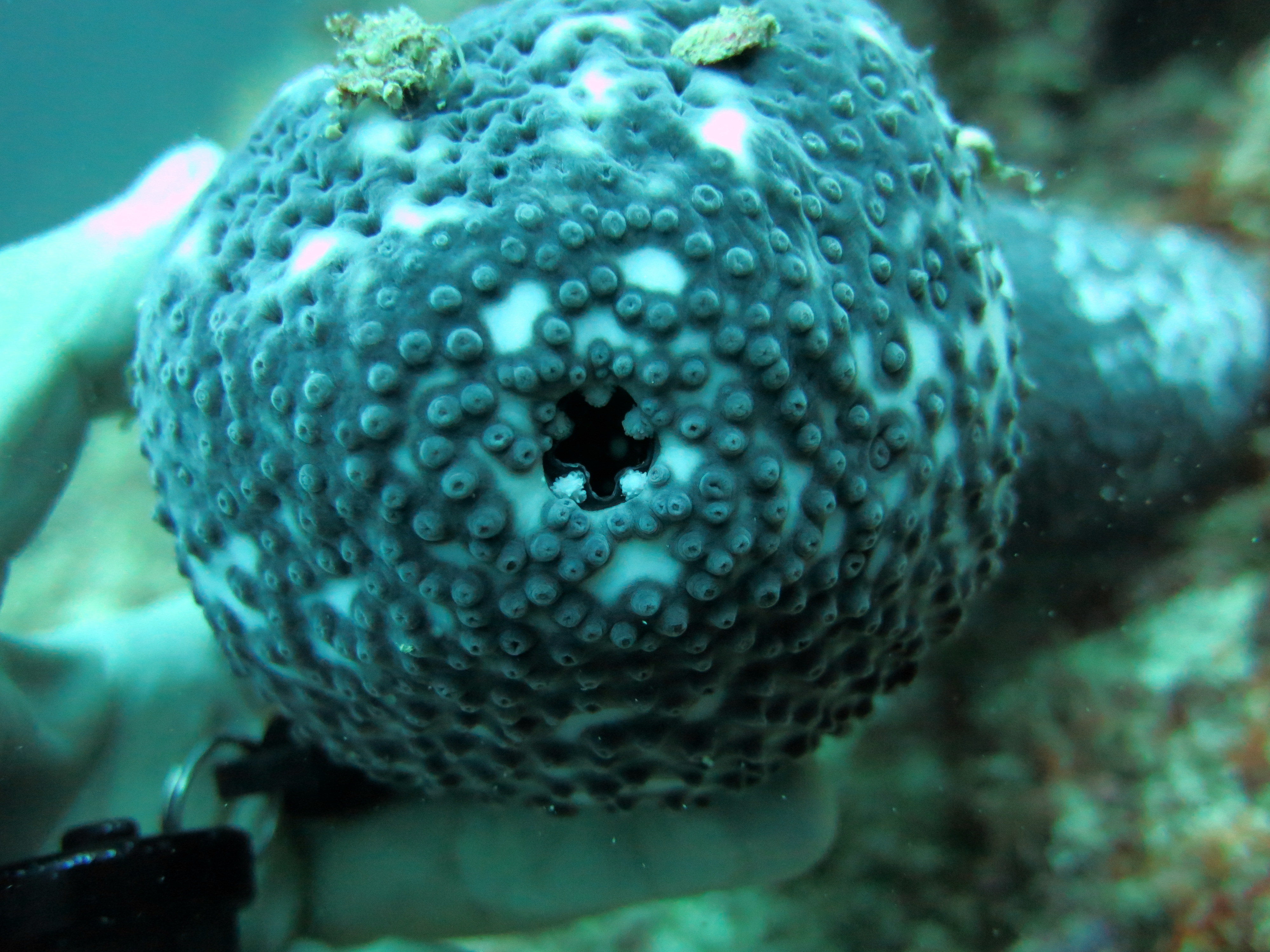
Ce genre se distingue par la présence de dents anales (ici Actinopyga caerulea).

Ces holothuries, d'aspect très classique pour des Holothuriidae, sont facilement reconnaissables aux dents anales qui ornent le pourtour de leur anus : ce sont en fait des podia très modifiés et calcifiés, dont le rôle est d'empêcher (ou de réguler) l'entrée de symbiotes et parasites dans la cavité cloacale de l'animal, qui doit rester ouverte pour assurer la respiration de l'animal.
Attention cependant, quelques espèces du genre Holothuria (du sous-genre Holothuria (Microthele)) peuvent également être pourvues de dents anales, comme Holothuria nobilis.
Les espèces de ce genre sont pourvues de Tubes de Cuvier atrophiés et non fonctionnels, observables seulement en dissection et ne semblant pas pouvoir remplir de rôle défensif.
Les espèces de ce genre sont pourvues de 20 à 30 tentacules buccaux (généralement 20, ou 25 chez certaines espèces comme A. agassizi et A. mauritiana), de podia généralement arrangés en trois rangées sur le trivium, de papilles uniquement dorsales, éparpillées. L'allure et l'anneau péripharyngien sont similaires à ceux des Bohadschia, mais le tégument est bien plus coriace et le cloaque en position moins dorsale. Certaines espèces sont de taille modeste comme A. capillata, mais d'autres peuvent dépasser 40 cm de long. 
Au niveau squelettique, les espèces de ce genre sont pourvues de spicules calcaires dermiques en forme de bâtons branchus (les plus abondantes, souvent bilobées), de tables, de boutons et de rosettes, mais jamais de plaques perforées.

## Liste des espèces
Selon World Register of Marine Species (30 mars 2015) :
- Actinopyga agassizii (Selenka, 1867) -- Caraïbes (seule holothurie à dents anales de l'Atlantique)
- Actinopyga albonigra Cherbonnier & Féral, 1984 -- Région indonésienne et Nouvelle-Calédonie (noire et blanche)
- Actinopyga bacilla Cherbonnier, 1988 -- Madagascar et Comores (rarissime)
- Actinopyga bannwarthi (Panning, 1944) -- Mer Rouge et océan Indien, rarissime (sombre avec une sole blanche)
- Actinopyga caerulea Samyn, VandenSpiegel & Massin, 2006 -- Indo-ouest Pacifique (blanche à pois bleus)
- Actinopyga capillata Rowe & Massin, 2006 -- Mascareignes et Philippines (petite, couvertes de papilles longues et fines)
- Actinopyga crassa Panning, 1944 -- Océan Indien occidental
- Actinopyga echinites (Jaeger, 1833) -- Indo-Pacifique (brune, dure, rugueuse)
- Actinopyga flammea Cherbonnier, 1979 -- Nouvelle-Calédonie, Bornéo et Mer de Chine méridionale (rouge à papilles bleues)
- Actinopyga fusca Cherbonnier, 1980 -- Nouvelle-Calédonie
- Actinopyga lecanora (Jaeger, 1833) -- Indo-Pacifique (variable, postérieur blanc)
- Actinopyga mauritiana (Quoy & Gaimard, 1834) -- Océan Indien (fauve marbrée à sole blanche)
- Actinopyga miliaris (Quoy & Gaimard, 1834) -- Indo-Pacifique (noire à dents jaunes ; répartition discontinue, possible complexe d'espèces)
- Actinopyga obesa (Selenka, 1867) -- Hawaii, Comores et Pacifique occidental (orange, rare, probablement conspécifique avec A. palauensis)
- Actinopyga palauensis Panning, 1944 -- Pacifique ouest (sombre)
- Actinopyga serratidens Pearson, 1903 -- Indo-Pacifique (rarissime)
- Actinopyga spinea Cherbonnier, 1980 -- Pacifique ouest (Nouvelle-Calédonie, rare)
- Actinopyga varians (Selenka, 1867) -- Pacifique central (fauve ponctuée de blanc)

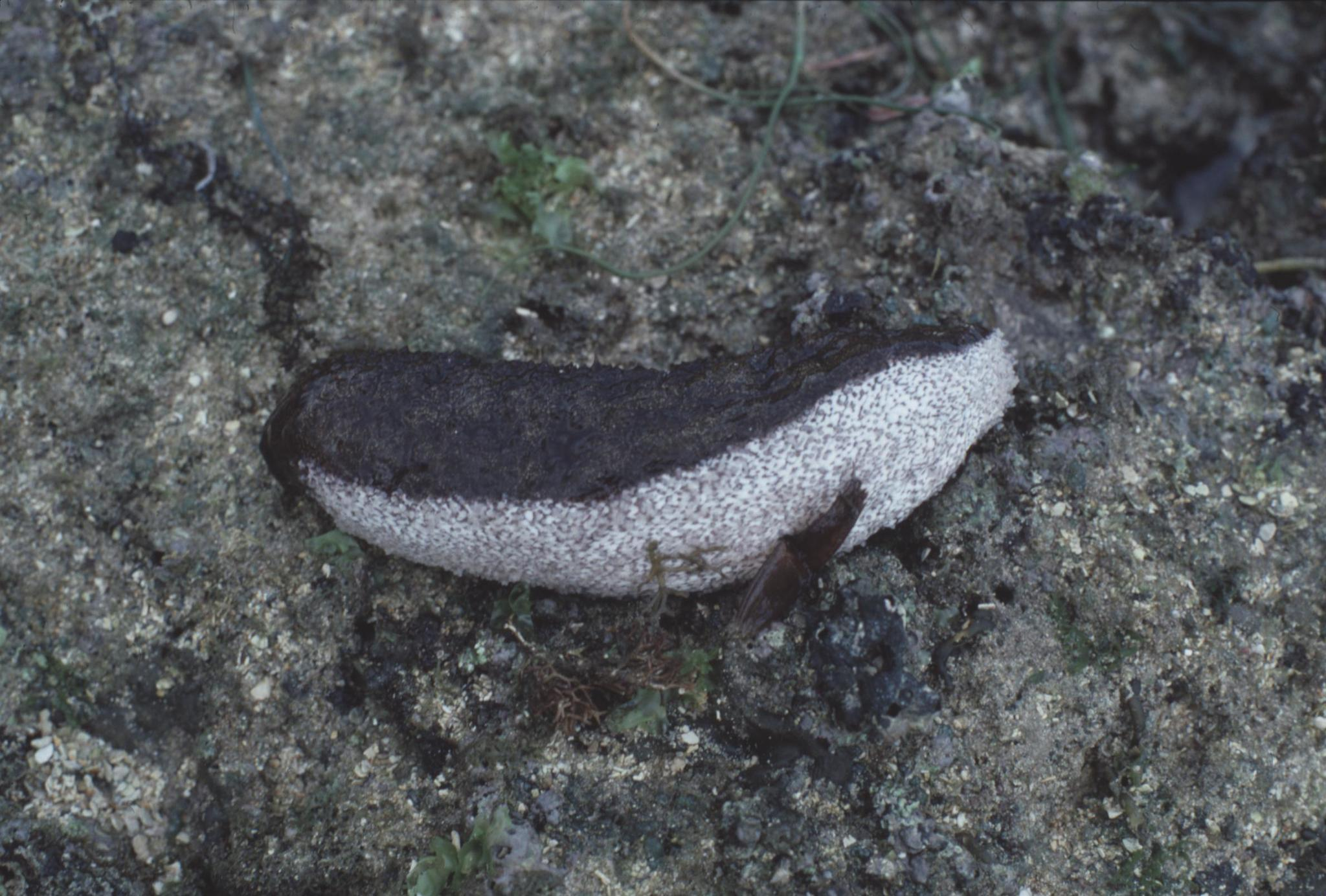
Actinopyga bannwarthi.
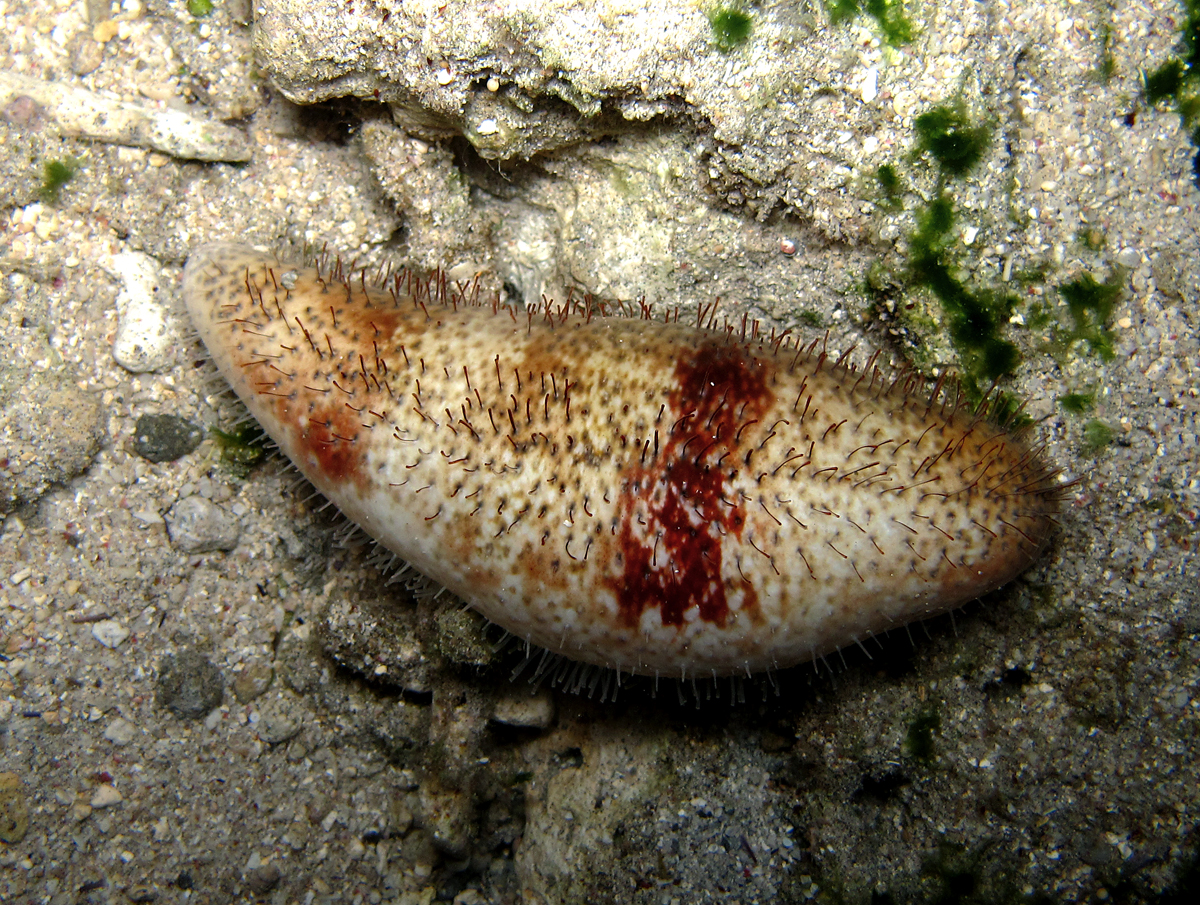
Actinopyga capillata.
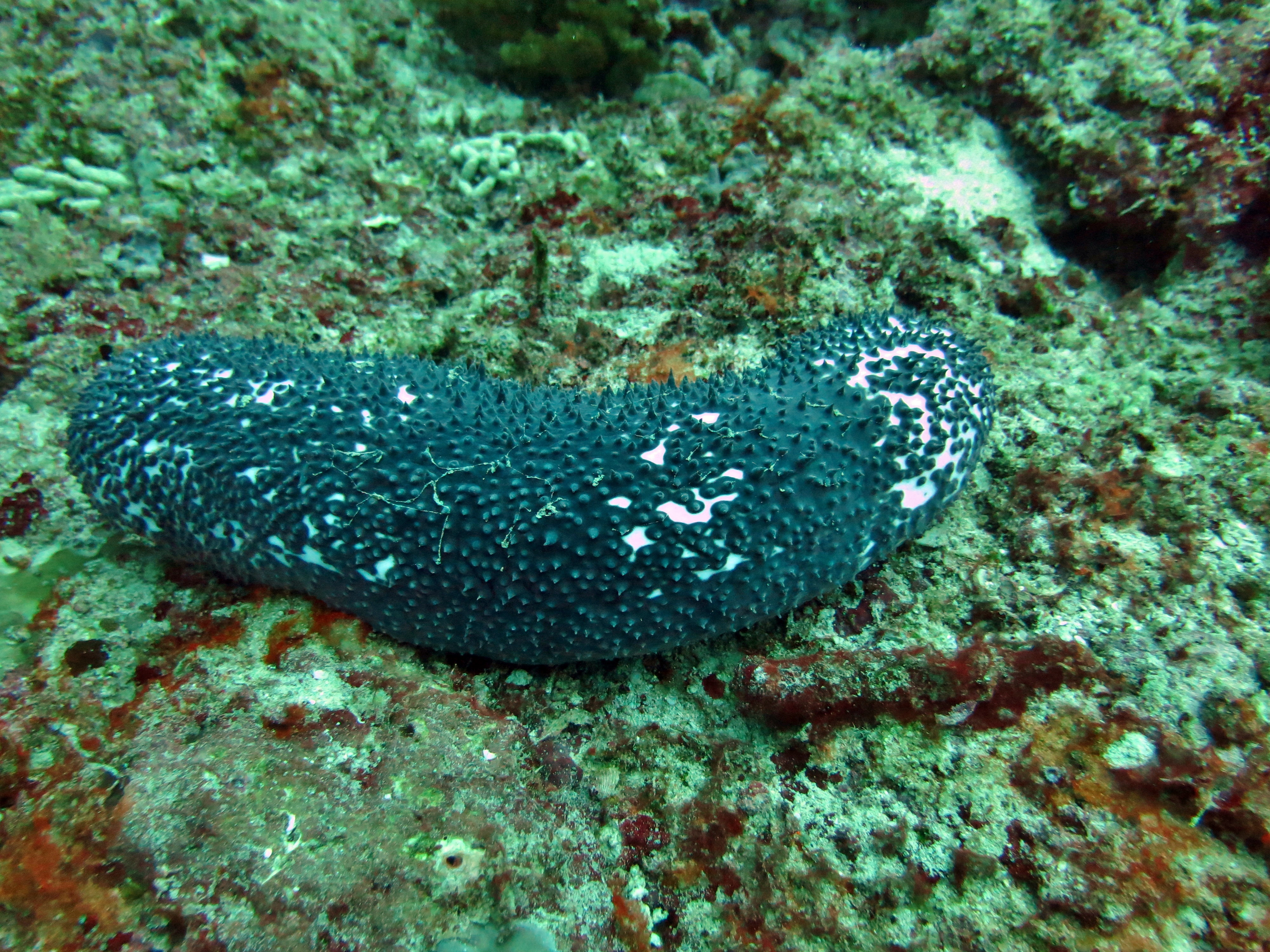
Actinopyga caerulea.
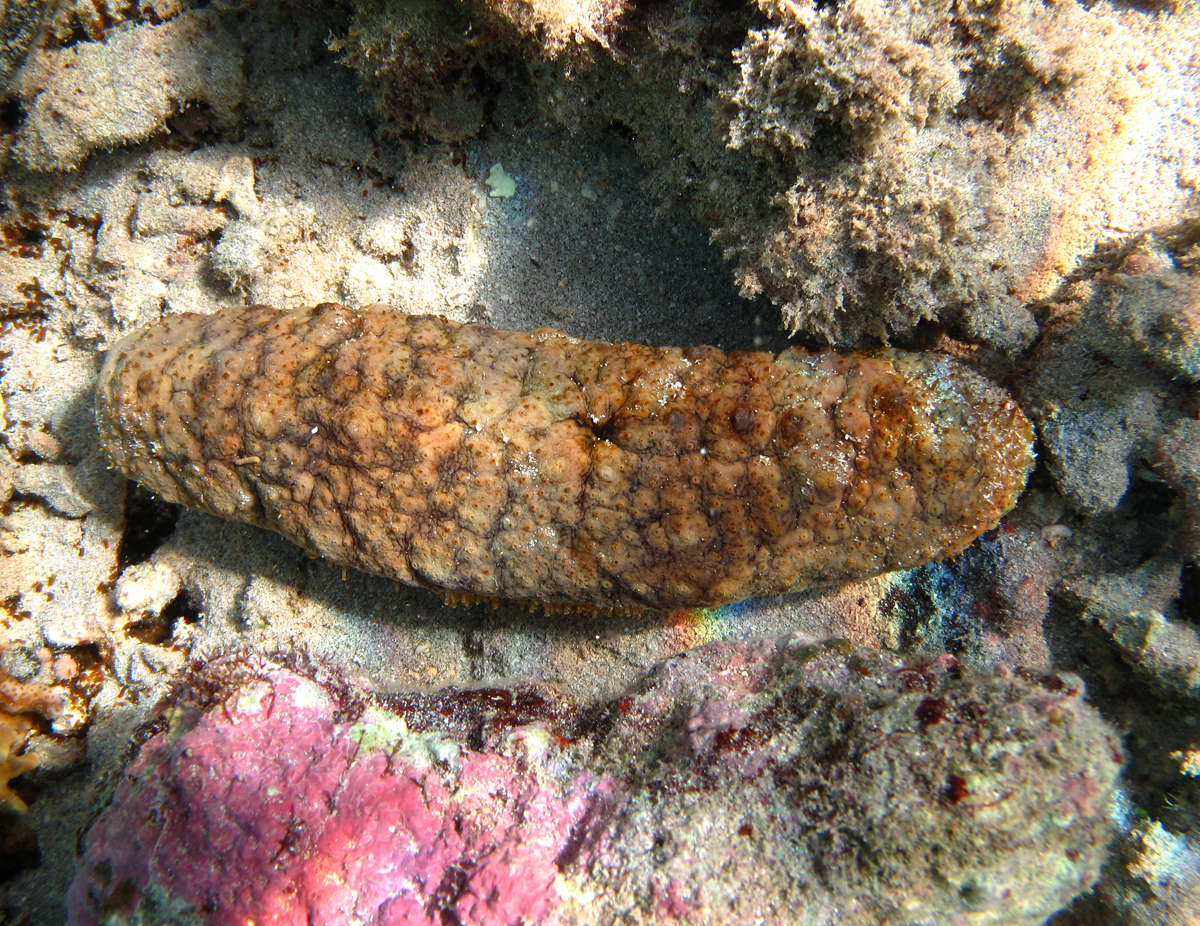
Actinopyga echinites.
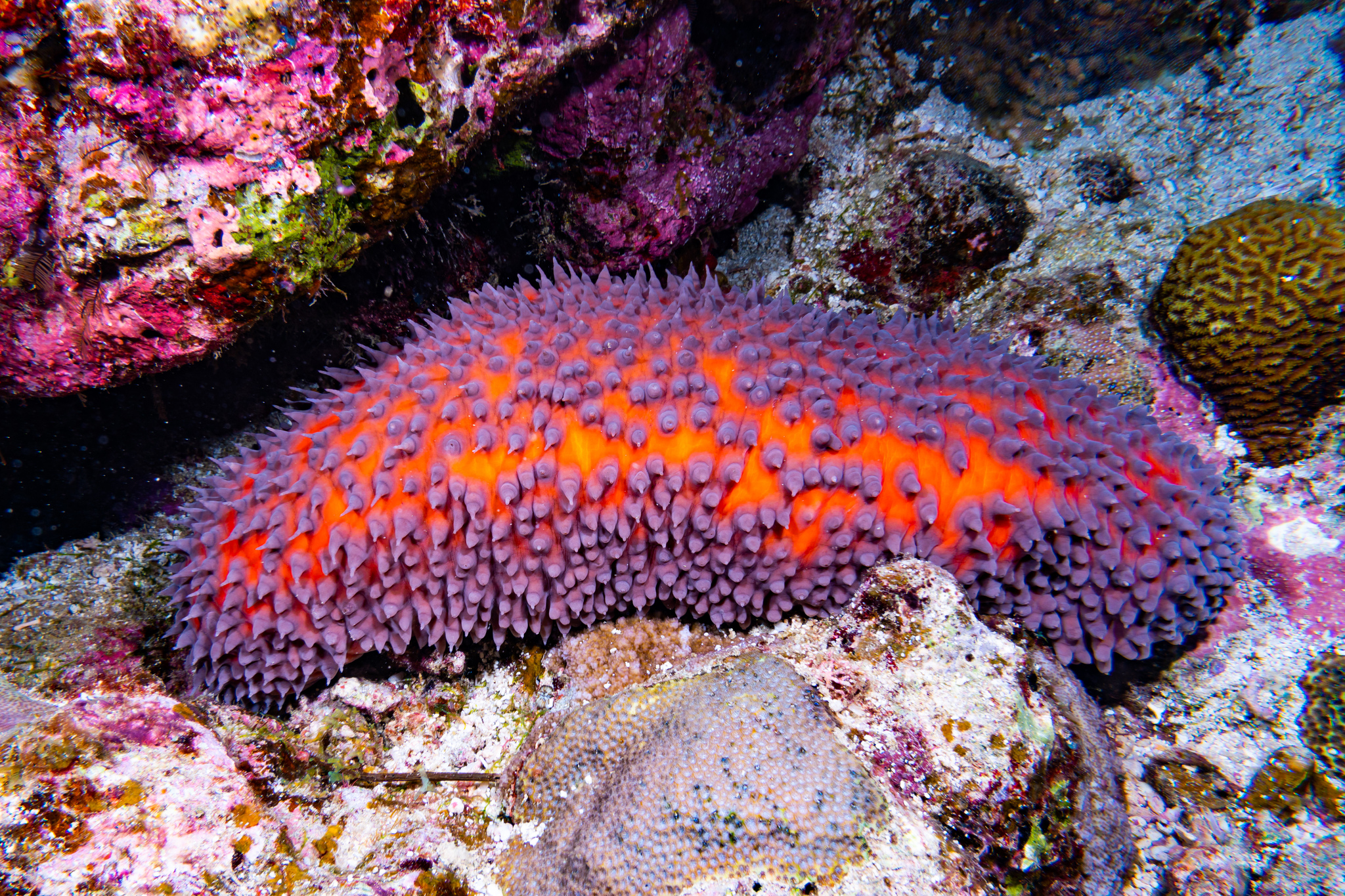
Actinopyga flammea.
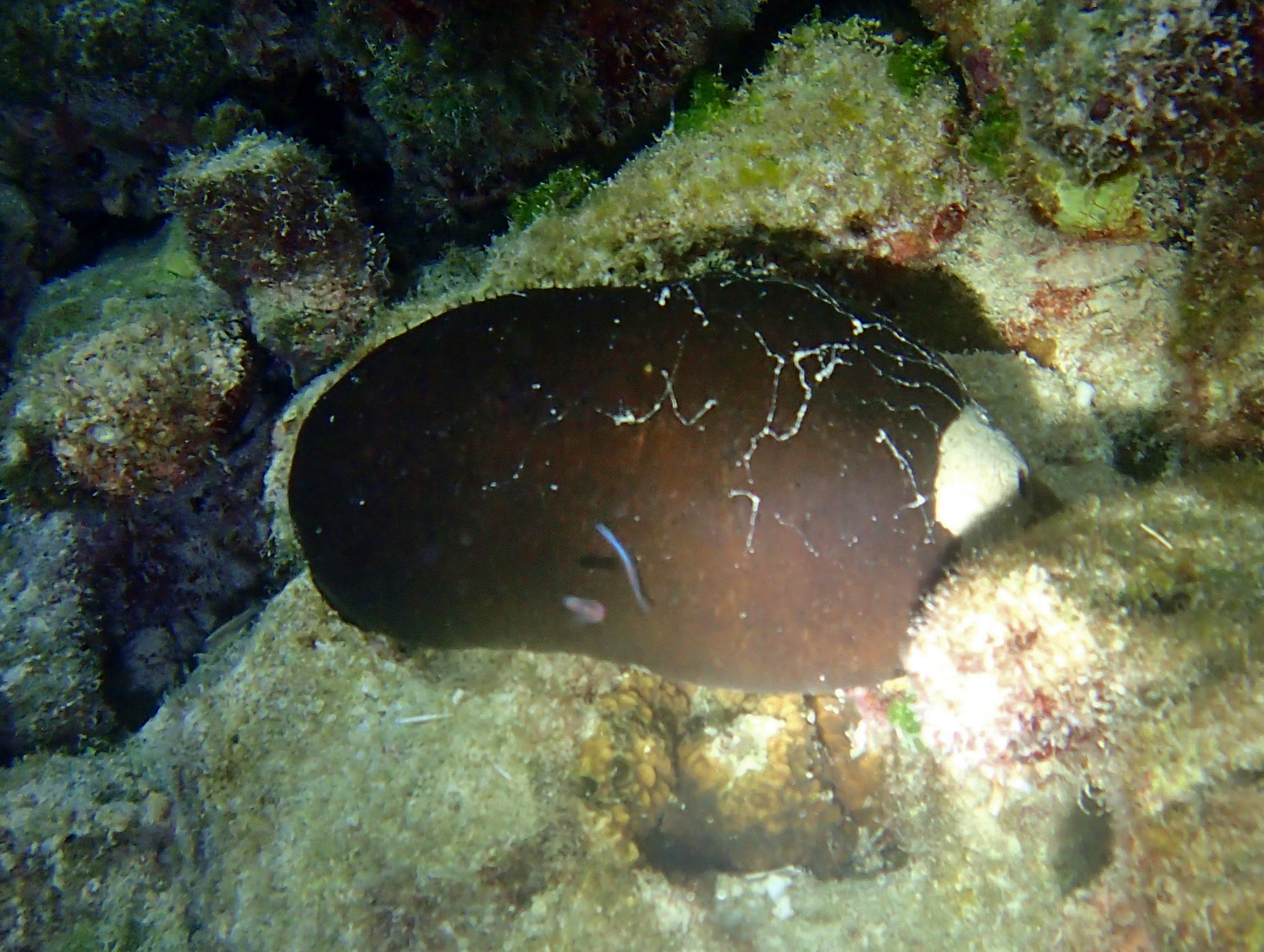
Actinopyga lecanora.
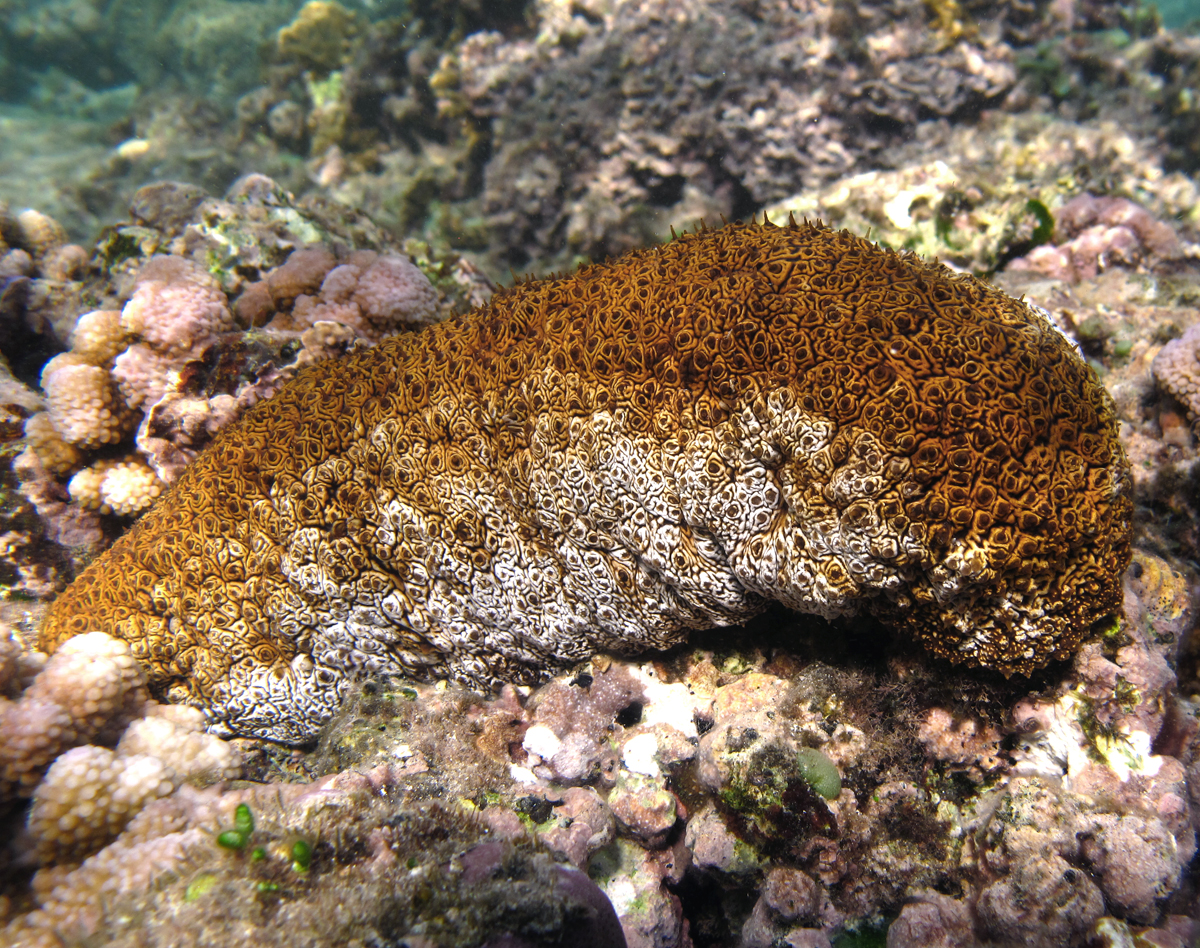
Actinopyga mauritiana.
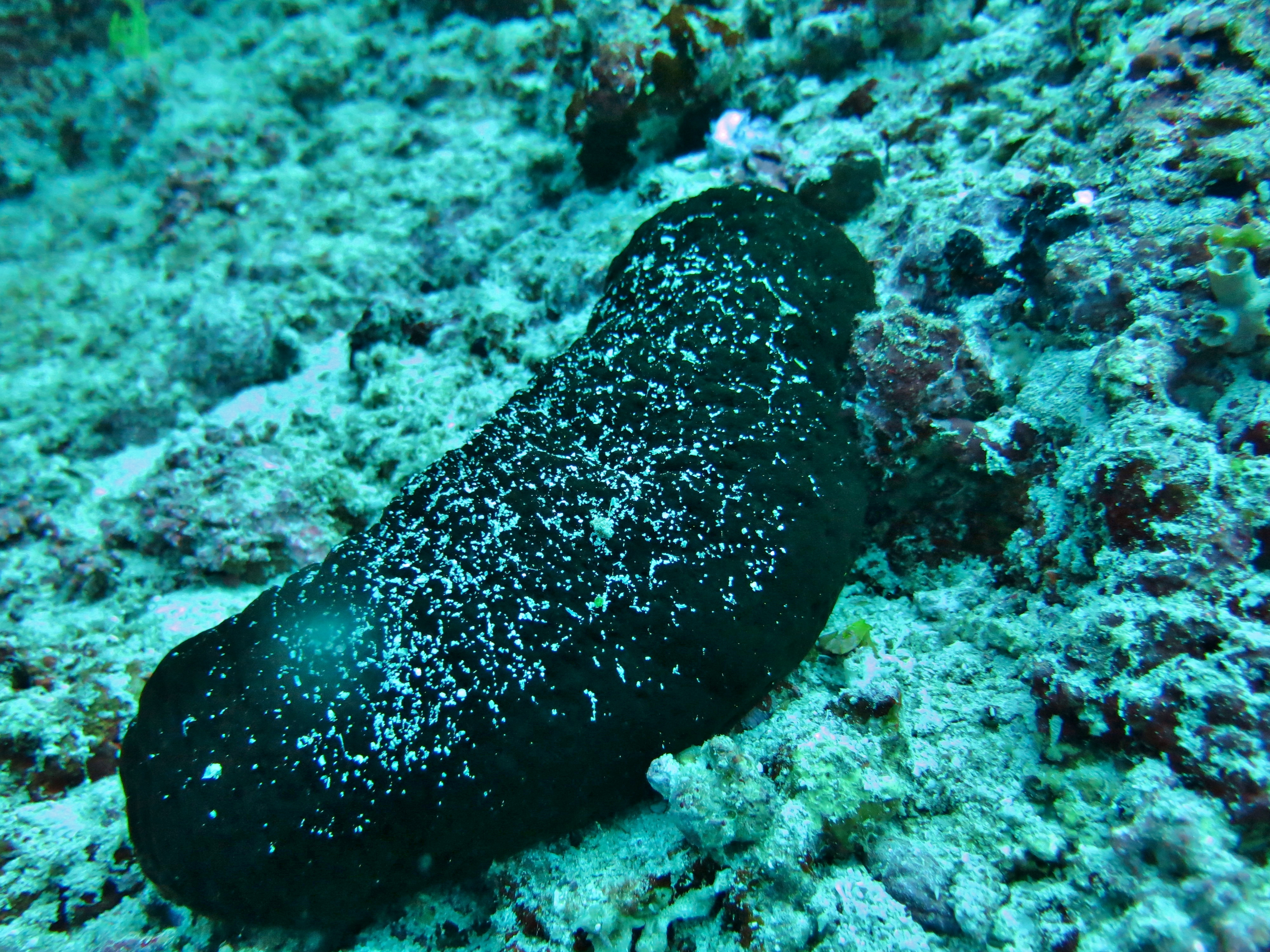
Actinopyga miliaris
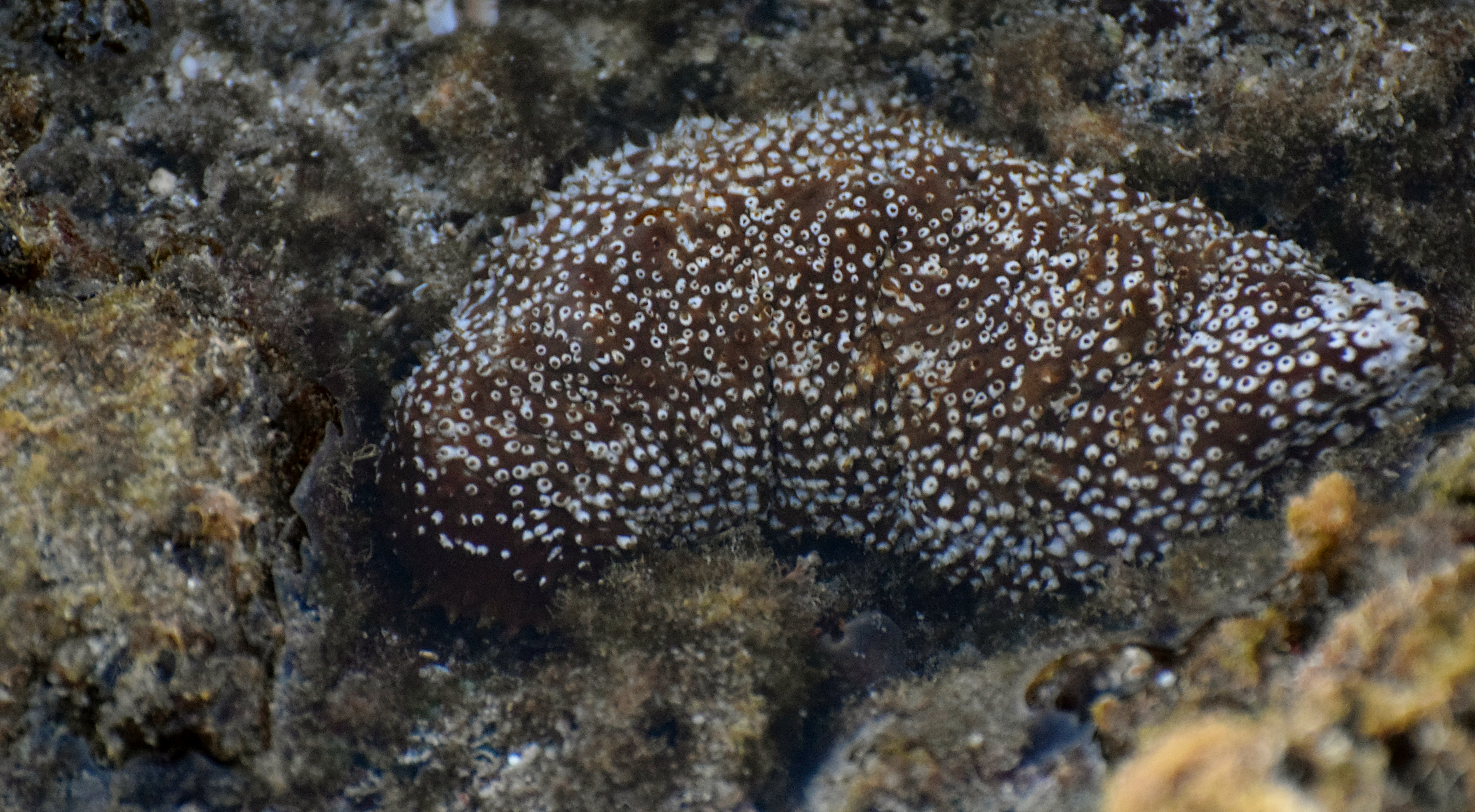
Actinopyga varians